# Gunther Capelle-Blancard
Gunther Capelle-Blancard, né le 8 décembre 1974, est un économiste français. Il est  professeur à l'université Paris 1 Panthéon-Sorbonne. Il intervient régulièrement dans les médias en tant que spécialiste des marchés financiers.

## Biographie

### Jeunesse et études
Diplômé d'un magistère d'économie et d'un DEA Monnaie Banque Finance en 1997, Gunther Capelle-Blancard soutient sa thèse de doctorat en sciences économiques en 2001. Cette thèse, dirigée par Thierry Chauveau, porte sur les marchés à terme optionnels et est récompensée du Prix de la Chancellerie des Universités de Paris. Elle lui vaut aussi le prix Euronext-AFFI décerné par l'Association française de finance et Euronext. Il obtient en 2004 l'agrégation d'économie.

### Parcours universitaire
Il est chargé de cours à l'EDHEC entre 2002 et 2004, et à l'Institut d'études politiques de Paris entre 2008 et 2010. Il est ensuite maître de conférences à l'université de Lille 2 et professeur à l’Université Paris-Nanterre. Il a également été professeur invité au Collège d’Europe à Bruges et à HEC Lausanne. 
Gunther Capelle-Blancard est actuellement professeur à l’université Paris 1 Panthéon-Sorbonne, où il dirige le master Monnaie Banque Finance de 2007 à 2015. Il est professeur associé à la Paris School of Business.  
Ses recherches portent sur les marchés financiers, les banques, la gouvernance d’entreprise et la finance internationale. Il a dirigé plusieurs thèses. 

### Responsabilités
Parallèlement à ses fonctions universitaires, il occupe le poste de Conseiller scientifique au Conseil d'analyse économique (CAE) auprès du Premier ministre de 2007 à 2009. Il devient ensuite directeur-adjoint du Centre d'études prospectives et d'informations internationales (CEPII) où il dirige le programme de recherche « macroéconomie et finance internationale » jusqu'en 2013.
Depuis 2012, il préside la Commission "Système financier et financement de l'économie" du Conseil national de l'information statistique (Cnis). Il est également membre du Conseil scientifique de l'Autorité des marchés financiers.

## Publications
- traduction de l'ouvrage de Nicolas Couderc, Séverine Vandelanoite, Les marchés financiers en fiches, Ellipses Marketing,  (ISBN 2729817786)
- traduction de l'ouvrage de  Jonathan Berk, Peter DeMarzo, Nicolas Couderc, Finance d'entreprise, Pearson Education, 1998,  (ISBN 2744072753)
- traduction de l'ouvrage de Paul Krugman, Maurice Obstfeld, Matthieu Crozet, Économie Internationale, Pearson Education, 2009,  (ISBN 274407327X)